# Komorentaube
Die Komorentaube (Columba pollenii) ist eine Taubenart aus der Gattung der Feldtauben (Columba). Sie kommt auf den Komoren vor. Das Artepitheton ehrt den niederländischen Naturforscher François Pollen. 

## Merkmale

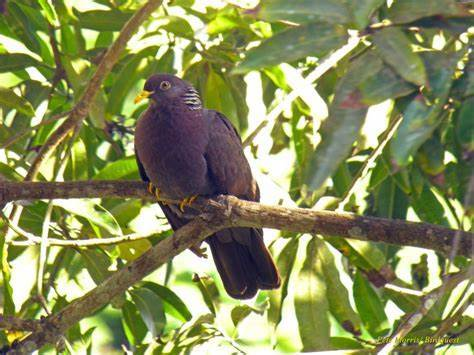
Komorentaube

Die Komorentaube erreicht eine Körperlänge von 35 bis 40 cm. Es ist eine schwere, sehr große, nahezu einheitlich graue Taube. Im Flug sind deutliche schwarzgraue Hand- und Armschwingen und heller graue Flügeldecken zu erkennen. Die Unterflügel sind ähnlich dunkelgrau. Der unmarkierte schwarzgraue Schwanz ist groß und hat ein eckiges Ende. Die Stirn ist weingrau, der übrige Kopf ist grau. Das Balzkleid besteht aus weißgesäumten, in der Mitte kastanienbraunen Lanzettfedern, die als gezackte Streifen erscheinen.

## Lautäußerungen
Der Ruf ist dem der Oliventaube (Columba arquatrix) ähnlich. Jedoch soll es einen tiefen mooo-Ruf geben.

## Lebensraum
Die Komorentaube bewohnt primäre und sekundäre Tieflandwälder sowie immergrüne Bergwälder. Am häufigsten findet man sie in großen Höhen, auf Maore (Mayotte) ist sie aber auch tiefer bis auf Meeresspiegelhöhe zu beobachten. Obwohl bekannt ist, dass sie während der Nahrungssuche Lichtungen aufsucht und in sekundären Wäldern brütet, gehören Plantagen und Gärten nicht zu ihrem Lebensraum.

## Lebensweise
Die Komorentaube ist ein Standvogel, der größtenteils auf die Tieflandwälder beschränkt ist. Jedoch ist bekannt, dass sie einige Entfernungen von den Ruheplätzen zu den Nahrungsgründen im Flachland zurücklegt. Es gibt Bestandswanderungen, die vermutlich vom Nahrungsangebot abhängig sind. Komorentauben ernähren sich von einer Vielzahl von Früchten, die sie im Blätterdach finden. Auch Beeren, Samen, Raupen und Insekten gehören zum Nahrungsangebot. Auf der Suche nach Nahrung kommen sie manchmal auf den Boden hinab und sammeln Kies auf, der der Verdauung dienen soll. 
Brutaktivitäten wurden zwischen April und November beobachtet, aber aller Wahrscheinlichkeit nach ist die Brutzeit vom Nahrungsangebot über das gesamte Jahr hinweg abhängig. Das Nest wird aus Zweigen, Gräsern und Blättern errichtet und befindet sich gewöhnlich bis zu 15 m über dem Boden in Bäumen und Sträuchern an Waldrändern oder auf Lichtungen. Gewöhnlich wird ein einziges glänzend weißes Ei gelegt, selten können es auch zwei sein. Das Gelege wird 17 bis 20 Tage lang bebrütet und die Jungen sind nach ungefähr 20 Tagen flügge. Über das  Paarungsverhalten ist wenig bekannt. Der Balzflug des Männchens ist jedoch typisch für die Artengruppe. Es steigt steil auf, schlägt laut mit den Flügeln und gleitet anschließend mit gespreizten Flügeln und Schwanzfedern zurück zu seiner bevorzugten Sitzwarte. 

## Status
BirdLife International hat die Komorentaube auf die „Vorwarnliste“ (near threatened) gesetzt. Die Gefährdung geht nicht nur von Überjagung und eingeführten Beutegreifern aus, sondern auch von der Abneigung der Komorentaube gegenüber menschengemachten Lebensräumen. Die zunehmende Abholzung der Primärwälder führt zu Lebensraumverlust und Bestandseinbußen. Die Komorentaube ist in primären Hochlandwäldern örtlich häufig auf Ngazidja (Grande Comore), Mwali (Mohéli) und Ndzuani (Anjouan). Ihre Zukunft hängt vom Schutz der Wälder auf den gesamten Komoren ab.